# Sandray

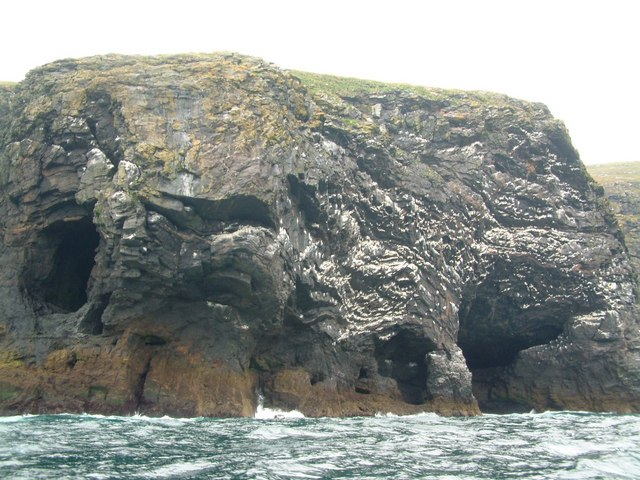
Penya-segats i coves de Sandray

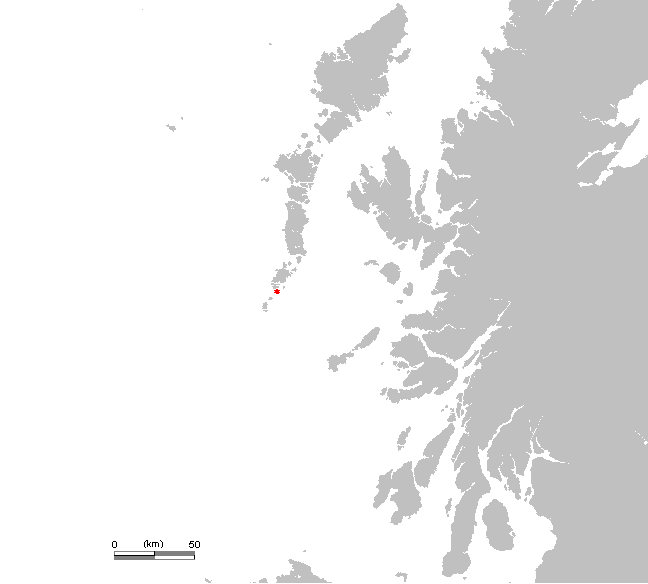
Localització de Sandray.

Sandray (en gaèlic escocès: Sanndraigh) és una illa localitzada en el grup de les Illes de Barra, en l'arxipèlag de les Hèbrides Exteriors, a Escòcia. Sandray està a mitja milla al sud de Vatersay, a l'est de Flodaigh, al nord-est de Lingeigh i Pabbay. Maol Domhnaigh / Muldoanich és el nord-est d'aquesta. El Carn Ghaltair amb 207 metres és l'alçada màxima de l'illa.
Històricament, l'illa mai ha albergat una gran població, i actualment roman deshabitada des de 1934.
L'illa és coneguda per la seva colònia d'aus marines.